# Christensonella
Genre
Christensonella est un genre d'orchidées épiphytes comptant une quinzaine d'espèces originaires d'Amérique du Sud, d'Amérique centrale et du Mexique.

## Systématique
Les espèces du genre Christensonella étaient classées dans le genre Maxillaria.

## Synonymes
- Maxillaria sect. Urceolatae Christenson

## Liste d'espèces
- Christensonella echinophyta (Barb.Rodr.) Szlach., Mytnik, Górniak & Smiszek - Espírito Santo, Rio de Janeiro
- Christensonella ferdinandiana (Barb.Rodr.) Szlach., Mytnik, Górniak & Smiszek - Brésil
- Christensonella huntii (Christenson) S.Koehler - Pérou
- Christensonella macleei (Bateman ex Lindl.) Solano - Oaxaca, amérique centrale
- Christensonella nardoides (Kraenzl.) Szlach., Mytnik, Górniak & Smiszek - Pérou, Equuateur, Bolivie
- Christensonella neowiedii (Rchb.f.) S.Koehler - Argentine, Brésil
- Christensonella pacholskii (Christenson) S.Koehler - Pérou, Équateur, Brésil
- Christensonella pachyphylla (Schltr. ex Hoehne) Szlach., Mytnik, Górniak & Smiszek  - Brésil
- Christensonella paranaensis (Barb.Rodr.) S.Koehler - Argentina, Brésil
- Christensonella pumila (Hook.) Szlach., Mytnik, Górniak & Smiszek - Pérou, Guyane
- Christensonella seidelii (Pabst) Szlach., Mytnik, Górniak & Smiszek - Rio de Janeiro
- Christensonella subulata (Lindl.) Szlach., Mytnik, Górniak & Smiszek  - Brésil
- Christensonella subulifolia (Schltr.) S.Koehler - Colombie
- Christensonella uncata (Lindl.) Szlach., Mytnik, Górniak & Smiszek - Brésil, Venezuela, Colombie, Pérou, Équateur, Boliviz, Guyanas.